# Église Saint-Sarre de Vred
Pour les articles homonymes, voir Église Saint-Sarre.
L'église Saint-Sarre est une église catholique située à Vred, en France.

## Localisation
L'église est située dans le département français du Nord, sur la commune de Vred. Son cimetière a disparu au début du XXe siècle au profit du cimetière communal.

## Vitraux
Les vitraux ont été restaurés pour partie par la société du verrier Alfred Labille dans les années 1930 .